# Campeonato Sudamericano de Baloncesto Sub-17 de 2017
El Campeonato Sudamericano de Baloncesto Sub-17 de 2017 correspondió a la XI edición del Campeonato Sudamericano de Baloncesto Sub-17, fue organizado por FIBA Américas en la ciudad peruana de Lima, entre el 15 y el 21 de julio de 2017 y los tres mejores equipos clasificaron al FIBA Américas Sub-18 a realizarse en 2018. También hay que destacar la ausencia de Brasil suspendida por la FIBA desde noviembre de 2016.

## Primera fase
Todos los horarios corresponden al huso horario local (UTC-5:00)

### Grupo A
|   | Equipo    | Pts | J | G | P | PF  | PC  | Dif  |
| - | --------- | --- | - | - | - | --- | --- | ---- |
| 1 | Chile     | 6   | 3 | 3 | 0 | 254 | 142 | 112  |
| 2 | Colombia  | 5   | 3 | 2 | 1 | 193 | 175 | 18   |
| 3 | Venezuela | 4   | 3 | 1 | 2 | 186 | 161 | 27   |
| 4 | Perú      | 3   | 3 | 0 | 3 | 100 | 255 | -155 |

| 16 de julio, 18:00                   | Colombia                             | 59 - 58                              | Venezuela                                                                      |  |
| Reporte                              |                                      |                                      |                                                                                |  |
| Parciales: 16-11, 9-17, 19-14, 15-16 | Parciales: 16-11, 9-17, 19-14, 15-16 | Parciales: 16-11, 9-17, 19-14, 15-16 | Club Zonal Cahuide, Lima Árbitro(s): Adrián NUÑES Juan PÉREZ Pedro RIVADENEIRA |  |
| O. Muñoz - 16                        | Pts                                  | 13 - F. Fuenmayor                    | Club Zonal Cahuide, Lima Árbitro(s): Adrián NUÑES Juan PÉREZ Pedro RIVADENEIRA |  |
| A. Ferrer - 6                        | Rebs                                 | 13 - F. Fuenmayor                    | Club Zonal Cahuide, Lima Árbitro(s): Adrián NUÑES Juan PÉREZ Pedro RIVADENEIRA |  |
| L. Moreno - 5                        | Asists                               | 3 - I. Gelves                        | Club Zonal Cahuide, Lima Árbitro(s): Adrián NUÑES Juan PÉREZ Pedro RIVADENEIRA |  |

| 16 de julio, 20:00                  | Chile                               | 100 - 35                            | Perú                                                                               |  |
| Reporte                             |                                     |                                     |                                                                                    |  |
| Parciales: 22-8, 20-11, 27-3, 31-13 | Parciales: 22-8, 20-11, 27-3, 31-13 | Parciales: 22-8, 20-11, 27-3, 31-13 | Club Zonal Cahuide, Lima Árbitro(s): Humberto MUÑOZ Nicolás FLORES Franklin GARCÍA |  |
| M. Lorca - 19                       | Pts                                 | 24 - L. Rodríguez                   | Club Zonal Cahuide, Lima Árbitro(s): Humberto MUÑOZ Nicolás FLORES Franklin GARCÍA |  |
| M. Lorca - 10                       | Rebs                                | 9 - J. Mesones                      | Club Zonal Cahuide, Lima Árbitro(s): Humberto MUÑOZ Nicolás FLORES Franklin GARCÍA |  |
| I. Arroyo - 4                       | Asists                              | 1 - J. Mesones                      | Club Zonal Cahuide, Lima Árbitro(s): Humberto MUÑOZ Nicolás FLORES Franklin GARCÍA |  |

| 17 de julio, 14:00                   | Venezuela                            | 58 - 71                              | Chile                                                                            |  |
| Reporte                              |                                      |                                      |                                                                                  |  |
| Parciales: 11-17, 6-21, 16-17, 25-16 | Parciales: 11-17, 6-21, 16-17, 25-16 | Parciales: 11-17, 6-21, 16-17, 25-16 | Club Zonal Cahuide, Lima Árbitro(s): Humberto MUÑOZ Juan PÉREZ Pedro RIVADENEIRA |  |
| I. Gelves - 10                       | Pts                                  | 20 - K. Rubio                        | Club Zonal Cahuide, Lima Árbitro(s): Humberto MUÑOZ Juan PÉREZ Pedro RIVADENEIRA |  |
| R. Ormo - 8                          | Rebs                                 | 9 - M. Lorca                         | Club Zonal Cahuide, Lima Árbitro(s): Humberto MUÑOZ Juan PÉREZ Pedro RIVADENEIRA |  |
| I. Gelves - 4                        | Asists                               | 8 - I. Arroyo                        | Club Zonal Cahuide, Lima Árbitro(s): Humberto MUÑOZ Juan PÉREZ Pedro RIVADENEIRA |  |

| 17 de julio, 20:00                | Colombia                          | 85 - 34                           | Perú                                                                             |  |
| Reporte                           |                                   |                                   |                                                                                  |  |
| Parciales: 27-9, 25-6, 24-6, 9-13 | Parciales: 27-9, 25-6, 24-6, 9-13 | Parciales: 27-9, 25-6, 24-6, 9-13 | Club Zonal Cahuide, Lima Árbitro(s): Adrián NUÑES Nicolás FLORES Franklin GARCÍA |  |
| L. Moreno - 12                    | Pts                               | 10 - T. Huanca                    | Club Zonal Cahuide, Lima Árbitro(s): Adrián NUÑES Nicolás FLORES Franklin GARCÍA |  |
| D. Reyes - 8                      | Rebs                              | 12 - J. Mesones                   | Club Zonal Cahuide, Lima Árbitro(s): Adrián NUÑES Nicolás FLORES Franklin GARCÍA |  |
| R. Pusey - 5                      | Asists                            | 4 - J. Mesones                    | Club Zonal Cahuide, Lima Árbitro(s): Adrián NUÑES Nicolás FLORES Franklin GARCÍA |  |

| 18 de julio, 14:00                    | Chile                                 | 83 - 49                               | Colombia                                                                           |  |
| Reporte                               |                                       |                                       |                                                                                    |  |
| Parciales: 19-13, 16-10, 20-16, 28-10 | Parciales: 19-13, 16-10, 20-16, 28-10 | Parciales: 19-13, 16-10, 20-16, 28-10 | Club Zonal Cahuide, Lima Árbitro(s): Adrián NUÑES Humberto MUÑOZ Pedro RIVADENEIRA |  |
| I. Arroyo - 20                        | Pts                                   | 10 - C. Webster                       | Club Zonal Cahuide, Lima Árbitro(s): Adrián NUÑES Humberto MUÑOZ Pedro RIVADENEIRA |  |
| M. Lorca - 12                         | Rebs                                  | 6 - A. Ferrer                         | Club Zonal Cahuide, Lima Árbitro(s): Adrián NUÑES Humberto MUÑOZ Pedro RIVADENEIRA |  |
| I. Arroyo - 8                         | Asists                                | 4 - O. Muñoz                          | Club Zonal Cahuide, Lima Árbitro(s): Adrián NUÑES Humberto MUÑOZ Pedro RIVADENEIRA |  |

| 18 de julio, 20:00                 | Perú                               | 31 - 70                            | Venezuela                                                                      |  |
| Reporte                            |                                    |                                    |                                                                                |  |
| Parciales: 6-12, 13-13, 7-27, 5-18 | Parciales: 6-12, 13-13, 7-27, 5-18 | Parciales: 6-12, 13-13, 7-27, 5-18 | Club Zonal Cahuide, Lima Árbitro(s): Juan PÉREZ Nicolás FLORES Franklin GARCÍA |  |
| J. Mesones - 14                    | Pts                                | 20 - I. Heredia                    | Club Zonal Cahuide, Lima Árbitro(s): Juan PÉREZ Nicolás FLORES Franklin GARCÍA |  |
| J. Mesones - 14                    | Rebs                               | 13 - I. Heredia                    | Club Zonal Cahuide, Lima Árbitro(s): Juan PÉREZ Nicolás FLORES Franklin GARCÍA |  |
| G. De Marzo - 4                    | Asists                             | 3 - A. González                    | Club Zonal Cahuide, Lima Árbitro(s): Juan PÉREZ Nicolás FLORES Franklin GARCÍA |  |

### Grupo B
|   | Equipo    | Pts | J | G | P | PF  | PC  | Dif  |
| - | --------- | --- | - | - | - | --- | --- | ---- |
| 1 | Argentina | 8   | 4 | 4 | 0 | 316 | 185 | 131  |
| 2 | Ecuador   | 7   | 4 | 3 | 1 | 213 | 208 | 5    |
| 3 | Paraguay  | 6   | 4 | 2 | 2 | 226 | 219 | 7    |
| 4 | Uruguay   | 5   | 4 | 1 | 3 | 262 | 256 | 6    |
| 5 | Bolivia   | 4   | 4 | 0 | 4 | 158 | 307 | -149 |

| 15 de julio, 16:00                  | Paraguay                            | 71 - 35                             | Bolivia                                                                    |  |
| Reporte                             |                                     |                                     |                                                                            |  |
| Parciales: 20-15, 22-15, 11-7, 18-8 | Parciales: 20-15, 22-15, 11-7, 18-8 | Parciales: 20-15, 22-15, 11-7, 18-8 | Club Zonal Cahuide, Lima Árbitro(s): Carlos VELEZ Juan PÉREZ Pedro VÁSQUEZ |  |
| J. Barreto - 11                     | Pts                                 | 10 - A. Carreón                     | Club Zonal Cahuide, Lima Árbitro(s): Carlos VELEZ Juan PÉREZ Pedro VÁSQUEZ |  |
| J. Barreto - 7                      | Rebs                                | 14 - J. Pérez                       | Club Zonal Cahuide, Lima Árbitro(s): Carlos VELEZ Juan PÉREZ Pedro VÁSQUEZ |  |
| A. Agüero - 3                       | Asists                              | 1 - E. Covarrubias                  | Club Zonal Cahuide, Lima Árbitro(s): Carlos VELEZ Juan PÉREZ Pedro VÁSQUEZ |  |

| 15 de julio, 18:00                   | Ecuador                              | 48 - 64                              | Argentina                                                                        |  |
| Reporte                              |                                      |                                      |                                                                                  |  |
| Parciales: 14-12, 8-20, 10-15, 16-17 | Parciales: 14-12, 8-20, 10-15, 16-17 | Parciales: 14-12, 8-20, 10-15, 16-17 | Club Zonal Cahuide, Lima Árbitro(s): Germán MARTÍNEZ Roberto ABREU Felipe IBARRA |  |
| L. Riascos - 21                      | Pts                                  | 11 - F. Ruesga                       | Club Zonal Cahuide, Lima Árbitro(s): Germán MARTÍNEZ Roberto ABREU Felipe IBARRA |  |
| L. Riascos - 11                      | Rebs                                 | 14 - J. Hierrezuelo                  | Club Zonal Cahuide, Lima Árbitro(s): Germán MARTÍNEZ Roberto ABREU Felipe IBARRA |  |
| A. Capurro - 3                       | Asists                               | 4 - J. Marcos                        | Club Zonal Cahuide, Lima Árbitro(s): Germán MARTÍNEZ Roberto ABREU Felipe IBARRA |  |

| 16 de julio, 14:00                    | Uruguay                               | 52 - 58                               | Ecuador                                                                        |  |
| Reporte                               |                                       |                                       |                                                                                |  |
| Parciales: 10-13, 15-11, 13-15, 14-19 | Parciales: 10-13, 15-11, 13-15, 14-19 | Parciales: 10-13, 15-11, 13-15, 14-19 | Club Zonal Cahuide, Lima Árbitro(s): Pedro VÁSQUEZ Roberto ABREU Felipe IBARRA |  |
| F. Villalba - 14                      | Pts                                   | 14 - E. Sánchez                       | Club Zonal Cahuide, Lima Árbitro(s): Pedro VÁSQUEZ Roberto ABREU Felipe IBARRA |  |
| R. Coelho - 12                        | Rebs                                  | 15 - L. Riascos                       | Club Zonal Cahuide, Lima Árbitro(s): Pedro VÁSQUEZ Roberto ABREU Felipe IBARRA |  |
| S. Vescovi - 3                        | Asists                                | 4 - E. Sánchez                        | Club Zonal Cahuide, Lima Árbitro(s): Pedro VÁSQUEZ Roberto ABREU Felipe IBARRA |  |

| 16 de julio, 16:00                  | Argentina                           | 77 - 43                             | Paraguay                                                                    |  |
| Reporte                             |                                     |                                     |                                                                             |  |
| Parciales: 19-14, 9-5, 21-11, 28-13 | Parciales: 19-14, 9-5, 21-11, 28-13 | Parciales: 19-14, 9-5, 21-11, 28-13 | Club Zonal Cahuide, Lima Árbitro(s): Carlos VELEZ Juan LAZO Germán MARTÍNEZ |  |
| L. Bolmaro - 14                     | Pts                                 | 8 - F. Ruíz                         | Club Zonal Cahuide, Lima Árbitro(s): Carlos VELEZ Juan LAZO Germán MARTÍNEZ |  |
| F. Farabello - 7                    | Rebs                                | 5 - J. Rolón                        | Club Zonal Cahuide, Lima Árbitro(s): Carlos VELEZ Juan LAZO Germán MARTÍNEZ |  |
| F. Farabello - 9                    | Asists                              | 2 - R. Mercado                      | Club Zonal Cahuide, Lima Árbitro(s): Carlos VELEZ Juan LAZO Germán MARTÍNEZ |  |

| 17 de julio, 16:00                 | Bolivia                            | 29 - 91                            | Argentina                                                                    |  |
| Reporte                            |                                    |                                    |                                                                              |  |
| Parciales: 8-21, 3-17, 6-24, 12-29 | Parciales: 8-21, 3-17, 6-24, 12-29 | Parciales: 8-21, 3-17, 6-24, 12-29 | Club Zonal Cahuide, Lima Árbitro(s): Roberto ABREU Juan LAZO Germán MARTÍNEZ |  |
| L. Chappottin - 11                 | Pts                                | 18 - J. Eydallin                   | Club Zonal Cahuide, Lima Árbitro(s): Roberto ABREU Juan LAZO Germán MARTÍNEZ |  |
| L. Chappottin - 7                  | Rebs                               | 8 - C. Bihurriet                   | Club Zonal Cahuide, Lima Árbitro(s): Roberto ABREU Juan LAZO Germán MARTÍNEZ |  |
| J. Pérez - 4                       | Asists                             | 7 - J. Marcos                      | Club Zonal Cahuide, Lima Árbitro(s): Roberto ABREU Juan LAZO Germán MARTÍNEZ |  |

| 17 de julio, 18:00                  | Paraguay                            | 66 - 57                             | Uruguay                                                                       |  |
| Reporte                             |                                     |                                     |                                                                               |  |
| Parciales: 5-18, 21-9, 22-16, 18-14 | Parciales: 5-18, 21-9, 22-16, 18-14 | Parciales: 5-18, 21-9, 22-16, 18-14 | Club Zonal Cahuide, Lima Árbitro(s): Felipe IBARRA Pedro VÁSQUEZ Carlos VELEZ |  |
| J. Rolón - 18                       | Pts                                 | 18 - S. Vescovi                     | Club Zonal Cahuide, Lima Árbitro(s): Felipe IBARRA Pedro VÁSQUEZ Carlos VELEZ |  |
| J. Rolón - 9                        | Rebs                                | 9 - R. Coelho                       | Club Zonal Cahuide, Lima Árbitro(s): Felipe IBARRA Pedro VÁSQUEZ Carlos VELEZ |  |
| F. Ruíz - 6                         | Asists                              | 3 - F. Villalba                     | Club Zonal Cahuide, Lima Árbitro(s): Felipe IBARRA Pedro VÁSQUEZ Carlos VELEZ |  |

| 18 de julio                          | Ecuador                              | 50 - 46                              | Paraguay                                                                        |  |
| Reporte                              |                                      |                                      |                                                                                 |  |
| Parciales: 14-8, 10-11, 16-11, 10-16 | Parciales: 14-8, 10-11, 16-11, 10-16 | Parciales: 14-8, 10-11, 16-11, 10-16 | Club Zonal Cahuide, Lima Árbitro(s): Carlos VELEZ Felipe IBARRA Germán MARTÍNEZ |  |
| M. Moncayo - 18                      | Pts                                  | 11 - F. Ruíz                         | Club Zonal Cahuide, Lima Árbitro(s): Carlos VELEZ Felipe IBARRA Germán MARTÍNEZ |  |
| K. Rivera - 10                       | Rebs                                 | 9 - N. López                         | Club Zonal Cahuide, Lima Árbitro(s): Carlos VELEZ Felipe IBARRA Germán MARTÍNEZ |  |
| L. Riascos - 4                       | Asists                               | 5 - F. Ruíz                          | Club Zonal Cahuide, Lima Árbitro(s): Carlos VELEZ Felipe IBARRA Germán MARTÍNEZ |  |

| 18 de julio, 18:00                  | Uruguay                             | 88 - 48                             | Bolivia                                                                    |  |
| Reporte                             |                                     |                                     |                                                                            |  |
| Parciales: 23-9, 23-12, 26-23, 16-4 | Parciales: 23-9, 23-12, 26-23, 16-4 | Parciales: 23-9, 23-12, 26-23, 16-4 | Club Zonal Cahuide, Lima Árbitro(s): Pedro VÁSQUEZ Roberto ABREU Juan LAZO |  |
| R. Coelho - 22                      | Pts                                 | 22 - A. Carreón                     | Club Zonal Cahuide, Lima Árbitro(s): Pedro VÁSQUEZ Roberto ABREU Juan LAZO |  |
| N. Andreoli - 7                     | Rebs                                | 13 - J. Pérez                       | Club Zonal Cahuide, Lima Árbitro(s): Pedro VÁSQUEZ Roberto ABREU Juan LAZO |  |
| S. Vescovi - 4                      | Asists                              | 3 - L. Chappottin                   | Club Zonal Cahuide, Lima Árbitro(s): Pedro VÁSQUEZ Roberto ABREU Juan LAZO |  |

| 19 de julio, 16:00                  | Bolivia                             | 46 - 57                             | Ecuador                                                                         |  |
| Reporte                             |                                     |                                     |                                                                                 |  |
| Parciales: 6-19, 11-12, 9-12, 20-14 | Parciales: 6-19, 11-12, 9-12, 20-14 | Parciales: 6-19, 11-12, 9-12, 20-14 | Club Zonal Cahuide, Lima Árbitro(s): Pedro VÁSQUEZ Nicolás FLORES Felipe IBARRA |  |
| A. Carreón - 16                     | Pts                                 | 15 - A. Capurro                     | Club Zonal Cahuide, Lima Árbitro(s): Pedro VÁSQUEZ Nicolás FLORES Felipe IBARRA |  |
| E. Covarrubias - 12                 | Rebs                                | 8 - A. Capurro                      | Club Zonal Cahuide, Lima Árbitro(s): Pedro VÁSQUEZ Nicolás FLORES Felipe IBARRA |  |
| L. Chappottin - 3                   | Asists                              | 4 - D. Aparicio                     | Club Zonal Cahuide, Lima Árbitro(s): Pedro VÁSQUEZ Nicolás FLORES Felipe IBARRA |  |

| 19 de julio, 18:00                    | Argentina                             | 84- 65                                | Uruguay                                                                   |  |
| Reporte                               |                                       |                                       |                                                                           |  |
| Parciales: 20-18, 21-15, 25-18, 18-14 | Parciales: 20-18, 21-15, 25-18, 18-14 | Parciales: 20-18, 21-15, 25-18, 18-14 | Club Zonal Cahuide, Lima Árbitro(s): Carlos VELEZ Roberto ABREU Juan LAZO |  |
| L. Bolmaro - 25                       | Pts                                   | 17 - S. Vescovi                       | Club Zonal Cahuide, Lima Árbitro(s): Carlos VELEZ Roberto ABREU Juan LAZO |  |
| J. Hierrezuelo - 9                    | Rebs                                  | 7 - F. Bianchi                        | Club Zonal Cahuide, Lima Árbitro(s): Carlos VELEZ Roberto ABREU Juan LAZO |  |
| F. Farabello - 10                     | Asists                                | 3 - S. Vescovi                        | Club Zonal Cahuide, Lima Árbitro(s): Carlos VELEZ Roberto ABREU Juan LAZO |  |

## Fase final
Todos los horarios corresponden al huso horario local (UTC-5:00)

### 5º al 8º puesto
|  | 5º al 8º puesto | 5º al 8º puesto | 5º al 8º puesto |          |         | Quinto puesto | Quinto puesto | Quinto puesto |  |
|  |                 |                 |                 |          |         |               |               |               |  |
|  |                 |                 |                 |          |         |               |               |               |  |
|  | Venezuela       | Venezuela       | 66              |          |         |               |               |               |  |
|  | Venezuela       | Venezuela       | 66              |          |         |               |               |               |  |
|  | Uruguay         | Uruguay         | 73              |          |         |               |               |               |  |
|  | Uruguay         | Uruguay         | 73              |          | Uruguay | Uruguay       | 23            |               |  |
|  |                 |                 |                 |          | Uruguay | Uruguay       | 23            |               |  |
|  |                 |                 | Paraguay        | Paraguay | 25      |               |               |               |  |
|  | Paraguay        | Paraguay        | Paraguay        | Paraguay | 25      | 80            |               |               |  |
|  | Paraguay        | Paraguay        |                 |          |         | 80            |               |               |  |
|  | Perú            | Perú            | 38              |          |         | Séptimo lugar | Séptimo lugar | Séptimo lugar |  |
|  | Perú            | Perú            | 38              |          |         | Séptimo lugar | Séptimo lugar | Séptimo lugar |  |
|  |                 |                 |                 |          |         |               |               |               |  |
|  |                 |                 |                 |          |         | Venezuela     | Venezuela     | 84            |  |
|  |                 |                 |                 |          |         | Venezuela     | Venezuela     | 84            |  |
|  |                 |                 |                 |          |         | Perú          | Perú          | 32            |  |
|  |                 |                 |                 |          |         | Perú          | Perú          | 32            |  |
|  |                 |                 |                 |          |         |               |               |               |  |

#### Cruces
| 20 de julio, 12:00                   | Venezuela                            | 66 - 73                              | Uruguay                                                                  |  |
| Reporte                              |                                      |                                      |                                                                          |  |
| Parciales: 15-18, 8-24, 22-14, 21-17 | Parciales: 15-18, 8-24, 22-14, 21-17 | Parciales: 15-18, 8-24, 22-14, 21-17 | Club Zonal Cahuide, Lima Árbitro(s): Humberto MUÑOZ Juan LAZO Juan PÉREZ |  |
| F. Fuenmayor - 19                    | Pts                                  | 33 - S. Vescovi                      | Club Zonal Cahuide, Lima Árbitro(s): Humberto MUÑOZ Juan LAZO Juan PÉREZ |  |
| H. Ortega - 7                        | Rebs                                 | 8 - N. Andreoli                      | Club Zonal Cahuide, Lima Árbitro(s): Humberto MUÑOZ Juan LAZO Juan PÉREZ |  |
| H. Ortega - 6                        | Asists                               | 4 - F. Bianchi                       | Club Zonal Cahuide, Lima Árbitro(s): Humberto MUÑOZ Juan LAZO Juan PÉREZ |  |

| 20 de julio, 14:00                  | Paraguay                            | 80 - 38                             | Perú                                                                                 |  |
| Reporte                             |                                     |                                     |                                                                                      |  |
| Parciales: 19-10, 16-10, 20-9, 25-9 | Parciales: 19-10, 16-10, 20-9, 25-9 | Parciales: 19-10, 16-10, 20-9, 25-9 | Club Zonal Cahuide, Lima Árbitro(s): Felipe IBARRA Franklin GARCÍA Pedro RIVADENEIRA |  |
| J. Rolón - 13                       | Pts                                 | 14 - L. Rodríguez                   | Club Zonal Cahuide, Lima Árbitro(s): Felipe IBARRA Franklin GARCÍA Pedro RIVADENEIRA |  |
| A. Agüero - 9                       | Rebs                                | 7 - S. Boggio                       | Club Zonal Cahuide, Lima Árbitro(s): Felipe IBARRA Franklin GARCÍA Pedro RIVADENEIRA |  |
| R. Mercado - 5                      | Asists                              | 3 - B. Gamarra                      | Club Zonal Cahuide, Lima Árbitro(s): Felipe IBARRA Franklin GARCÍA Pedro RIVADENEIRA |  |

#### Séptimo puesto
| 21 de julio, 12:00                 | Venezuela                          | 84 - 32                            | Perú                                                                             |  |
| Reporte                            |                                    |                                    |                                                                                  |  |
| Parciales: 14-11, 25-6, 29-7, 16-8 | Parciales: 14-11, 25-6, 29-7, 16-8 | Parciales: 14-11, 25-6, 29-7, 16-8 | Club Zonal Cahuide, Lima Árbitro(s): Carlos VELEZ Nicolás FLORES Franklin GARCÍA |  |
| F. Fuenmayor - 18                  | Pts                                | 13 - A. Ramón                      | Club Zonal Cahuide, Lima Árbitro(s): Carlos VELEZ Nicolás FLORES Franklin GARCÍA |  |
| F. Fuenmayor - 14                  | Rebs                               | 5 - J. Mesones                     | Club Zonal Cahuide, Lima Árbitro(s): Carlos VELEZ Nicolás FLORES Franklin GARCÍA |  |
| I. Gelves - 5                      | Asists                             | 2 - J. Mesones                     | Club Zonal Cahuide, Lima Árbitro(s): Carlos VELEZ Nicolás FLORES Franklin GARCÍA |  |

#### Quinto puesto
| 21 de julio, 14:00     | Uruguay                | 23 - 25                | Paraguay                                                                |  |
| Reporte                |                        |                        |                                                                         |  |
| Parciales: 13-17, 10-8 | Parciales: 13-17, 10-8 | Parciales: 13-17, 10-8 | Club Zonal Cahuide, Lima Árbitro(s): Pedro VÁSQUEZ Juan LAZO Juan PÉREZ |  |
| S. Vescovi - 14        | Pts                    | 8 - M. Blaich          | Club Zonal Cahuide, Lima Árbitro(s): Pedro VÁSQUEZ Juan LAZO Juan PÉREZ |  |
| F. Bianchi - 4         | Rebs                   | 8 - N. López           | Club Zonal Cahuide, Lima Árbitro(s): Pedro VÁSQUEZ Juan LAZO Juan PÉREZ |  |
| S. Vescovi - 2         | Asists                 | 3 - A. Agüero          | Club Zonal Cahuide, Lima Árbitro(s): Pedro VÁSQUEZ Juan LAZO Juan PÉREZ |  |

### 1º al 4º puesto
|  | Semifinales | Semifinales | Semifinales |           |       | Final        | Final        | Final        |  |
|  |             |             |             |           |       |              |              |              |  |
|  |             |             |             |           |       |              |              |              |  |
|  | Chile       | Chile       | 74          |           |       |              |              |              |  |
|  | Chile       | Chile       | 74          |           |       |              |              |              |  |
|  | Ecuador     | Ecuador     | 60          |           |       |              |              |              |  |
|  | Ecuador     | Ecuador     | 60          |           | Chile | Chile        | 70           |              |  |
|  |             |             |             |           | Chile | Chile        | 70           |              |  |
|  |             |             | Argentina   | Argentina | 60    |              |              |              |  |
|  | Argentina   | Argentina   | Argentina   | Argentina | 60    | 68           |              |              |  |
|  | Argentina   | Argentina   |             |           |       | 68           |              |              |  |
|  | Colombia    | Colombia    | 47          |           |       | Tercer lugar | Tercer lugar | Tercer lugar |  |
|  | Colombia    | Colombia    | 47          |           |       | Tercer lugar | Tercer lugar | Tercer lugar |  |
|  |             |             |             |           |       |              |              |              |  |
|  |             |             |             |           |       | Ecuador      | Ecuador      | 80           |  |
|  |             |             |             |           |       | Ecuador      | Ecuador      | 80           |  |
|  |             |             |             |           |       | Colombia     | Colombia     | 63           |  |
|  |             |             |             |           |       | Colombia     | Colombia     | 63           |  |
|  |             |             |             |           |       |              |              |              |  |

#### Semifinales
| 20 de julio, 16:00                    | Chile                                 | 74 - 60                               | Ecuador                                                                       |  |
| Reporte                               |                                       |                                       |                                                                               |  |
| Parciales: 19-15, 17-18, 20-15, 18-12 | Parciales: 19-15, 17-18, 20-15, 18-12 | Parciales: 19-15, 17-18, 20-15, 18-12 | Club Zonal Cahuide, Lima Árbitro(s): Adrián NUÑES Nicolás FLORES Carlos VELEZ |  |
| I. Arroyo - 24                        | Pts                                   | 21 - A. Capurro                       | Club Zonal Cahuide, Lima Árbitro(s): Adrián NUÑES Nicolás FLORES Carlos VELEZ |  |
| M. Lorca - 22                         | Rebs                                  | 13 - K. Rivera                        | Club Zonal Cahuide, Lima Árbitro(s): Adrián NUÑES Nicolás FLORES Carlos VELEZ |  |
| I. Arroyo - 4                         | Asists                                | 4 - L. Riascos                        | Club Zonal Cahuide, Lima Árbitro(s): Adrián NUÑES Nicolás FLORES Carlos VELEZ |  |

| 20 de julio, 18:00                  | Argentina                           | 68 - 47                             | Colombia                                                                         |  |
| Reporte                             |                                     |                                     |                                                                                  |  |
| Parciales: 18-9, 21-0, 12-24, 17-14 | Parciales: 18-9, 21-0, 12-24, 17-14 | Parciales: 18-9, 21-0, 12-24, 17-14 | Club Zonal Cahuide, Lima Árbitro(s): Germán MARTÍNEZ Roberto ABREU Pedro VÁSQUEZ |  |
| L. Bolmaro - 18                     | Pts                                 | 19 - J. Cardona                     | Club Zonal Cahuide, Lima Árbitro(s): Germán MARTÍNEZ Roberto ABREU Pedro VÁSQUEZ |  |
| F. Farabello - 12                   | Rebs                                | 9 - C. Webster                      | Club Zonal Cahuide, Lima Árbitro(s): Germán MARTÍNEZ Roberto ABREU Pedro VÁSQUEZ |  |
| J. Marcos - 3                       | Asists                              | 5 - L. Moreno                       | Club Zonal Cahuide, Lima Árbitro(s): Germán MARTÍNEZ Roberto ABREU Pedro VÁSQUEZ |  |

#### Tercer puesto
| 21 de julio, 10:00                   | Ecuador                              | 80 - 63                              | Colombia                                                                      |  |
| Reporte                              |                                      |                                      |                                                                               |  |
| Parciales: 25-11, 20-23, 18-9, 17-20 | Parciales: 25-11, 20-23, 18-9, 17-20 | Parciales: 25-11, 20-23, 18-9, 17-20 | Club Zonal Cahuide, Lima Árbitro(s): Adrián NUÑES Roberto ABREU Felipe IBARRA |  |
| M. Moncayo - 27                      | Pts                                  | 19 - J. Cardona                      | Club Zonal Cahuide, Lima Árbitro(s): Adrián NUÑES Roberto ABREU Felipe IBARRA |  |
| K. Rivera - 11                       | Rebs                                 | 10 - L. Moreno                       | Club Zonal Cahuide, Lima Árbitro(s): Adrián NUÑES Roberto ABREU Felipe IBARRA |  |
| L. Riascos - 7                       | Asists                               | 6 - O. Muñoz                         | Club Zonal Cahuide, Lima Árbitro(s): Adrián NUÑES Roberto ABREU Felipe IBARRA |  |

#### Final
| 21 de julio, 16:00                   | Chile                                | 70 - 60                              | Argentina                                                                             |  |
| Reporte                              |                                      |                                      |                                                                                       |  |
| Parciales: 13-21, 23-14, 14-9, 20-16 | Parciales: 13-21, 23-14, 14-9, 20-16 | Parciales: 13-21, 23-14, 14-9, 20-16 | Club Zonal Cahuide, Lima Árbitro(s): Humberto MUÑOZ Germán MARTÍNEZ Pedro RIVADENEIRA |  |
| K. Rubio - 22                        | Pts                                  | 16 - L. Bolmaro                      | Club Zonal Cahuide, Lima Árbitro(s): Humberto MUÑOZ Germán MARTÍNEZ Pedro RIVADENEIRA |  |
| L. Saez - 12                         | Rebs                                 | 8 - T. Pereyra                       | Club Zonal Cahuide, Lima Árbitro(s): Humberto MUÑOZ Germán MARTÍNEZ Pedro RIVADENEIRA |  |
| I. Arroyo - 9                        | Asists                               | 6 - F. Farabello                     | Club Zonal Cahuide, Lima Árbitro(s): Humberto MUÑOZ Germán MARTÍNEZ Pedro RIVADENEIRA |  |

## Posiciones finales
| Rank              | Equipo    | Récord |
| ----------------- | --------- | ------ |
| Medalla de oro    | Chile     | 5 - 0  |
| Medalla de plata  | Argentina | 5 - 1  |
| Medalla de bronce | Ecuador   | 4 - 2  |
| 4                 | Colombia  | 2 - 3  |
| 5                 | Paraguay  | 4 - 2  |
| 6                 | Uruguay   | 2 - 4  |
| 7                 | Venezuela | 2 - 3  |
| 8                 | Bolivia   | 0 - 4  |
| 9                 | Perú      | 0 - 5  |

Fuente: FIBA Américas
|  | Clasificados al Campeonato FIBA Américas Sub-18 de 2018. |